# Thusis
Thusis (rätoromanisch Tusáun, italienisch Tosana) ist eine politische Gemeinde der Region Viamala im Kanton Graubünden in der Schweiz.

## Geographie
Die Gemeinde Thusis liegt am nördlichen Eingang zur Via-Mala-Schlucht. Die Gemeinde grenzt im Westen an den Heinzenberg und im Osten an den Hinterrhein und an das rechtsrheinisch angrenzende Domleschg.
Durch Thusis fliesst die Nolla, die an der Nordflanke des Piz Beverin entspringt und in Thusis in den Hinterrhein mündet.

## Geschichte

Historisches Luftbild von Werner Friedli (1947)

Thusis wurde 1156 erstmals urkundlich erwähnt (curtim de Medezenu et Tosana) und verdankt sowohl seine Entstehung als auch seine spätere Entwicklung dem Transitverkehr zum San-Bernardino-Pass und zum Splügenpass. Die Gründung Thusis’ hängt mit Bau und Sicherung der Rheinbrücke zusammen, der Entwicklungsschub mit der Verlegung der Durchgangsstrasse ans linke Rheinufer und dem Ausbau des Durchgangs durch die Via-Mala-Schlucht ab 1473, um der Konkurrenz anderer Alpenpässe entgegenzuwirken, da sich vor dem Hindernis der Schlucht der Verkehr staute. Durch den Bau von zwei Brücken 1738/39 und eine Verlegung gefährlicher Strassenteile sowie eine weitere Neuverlegung der Strecke 1821 bis 1823 wurde die Via Mala endgültig gezähmt.
Im Laufe der Zeit wurde das Etappenziel Thusis mit Stallungen für 400 Pferde, Gasthäusern und Einkaufsläden immer wichtiger. Die Bedeutung lässt sich daran messen, dass die Gelder zum Wiederausbau nach dem grossen Brand von 1845 bis aus Zürich, Lindau, Ravensburg, Hamburg, Mailand und Venedig kamen. Als dann 1882 die Gotthardbahn ihren Betrieb aufnahm, verlor der Thusner Transitverkehr mit Karren und Pferden schnell seine Bedeutung. Im Bemühen, den Verkehr zurückzugewinnen, entstanden um 1900 Bahnprojekte für den San Bernardino- und den Splügenpass sowie 1927 nach Beginn des Siegeszuges des Automobils die Planung für einen Strassentunnel unter dem San Bernardino. Durch die Weltkriege und finanzielle Krisen dauerte es bis zum 1. Dezember 1967, bis der San-Bernardino-Tunnel als erster Alpen-Nationalstrassentunnel der Schweiz eröffnet wurde. Der dadurch erreichte Aufschwung ging nach der Eröffnung des Gotthard-Strassentunnels wiederum ein wenig zurück, hält aber bis heute an.
In Thusis fand 1618 zu Beginn der Bündner Wirren das Thusner Strafgericht statt.
Am 1. Januar 2018 fusionierte Thusis mit der bis dahin selbständigen Gemeinde Mutten.

## Wappen
| Wappen von Thusis | Blasonierung: «In Rot ein aufrechter goldener Löwe mit Doppelquaste, in der rechten Vorderpranke ein goldenes Lilienzepter haltend» |
| Wappen von Thusis | Das Wappen beruht auf dem Gerichtssiegel des Heinzenbergs aus dem Jahr 1584.                                                        |

Vor dem Löwen existierte ein Wappen mit einer Person. Auf dem Brunnen vor dem Rathaus in der Altdorfstrasse ist dieser Löwe als Skulptur dargestellt.
1475 verkauften die Werdenberger Thusis an den Bischof von Chur Ortlieb von Brandis. Die österreichische Linie der Brandis (Prandis) benutzten einen doppelschwänzigen Löwen (sic!) in ihrem Wappen. Ortlieb hatte den Titel Freiherr von seinem Vater. Das Buch von Jacob Köbel 'Wapen. Des Heyligen Römischen Reichs Teutscher nation' von 1545 zeigt ein Bild eines Soldaten mit einem Reichsadler als Fahne (besonderes Privileg) unter dem Titel 'Thusis'. Im Buch von Peter Jordan aus Mainz wird Thusis (Tusis) als Freiherrschaft (Baro de Dosis) erwähnt.

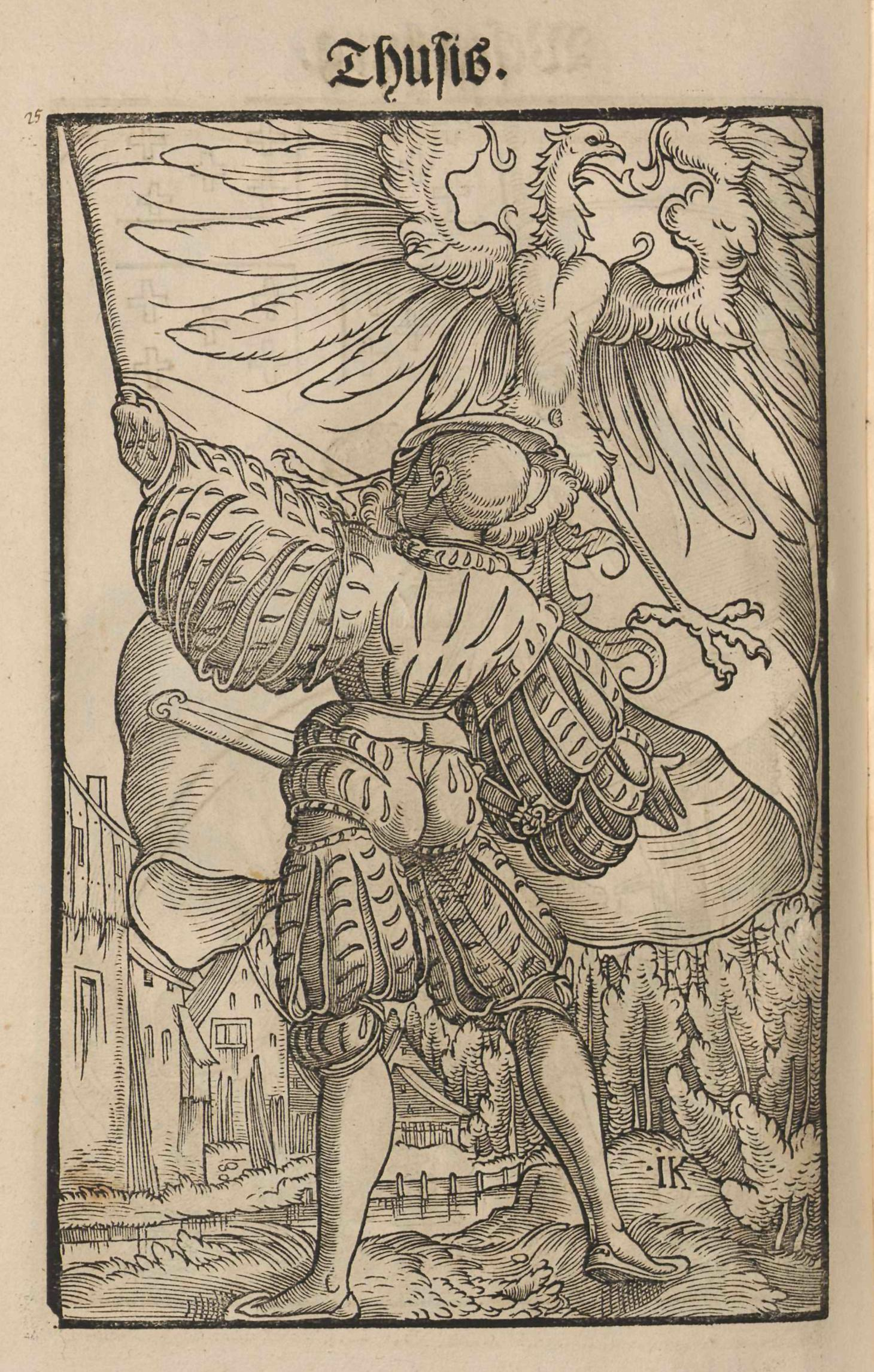
Bild aus dem Buch von Jacob Köbel Thusis
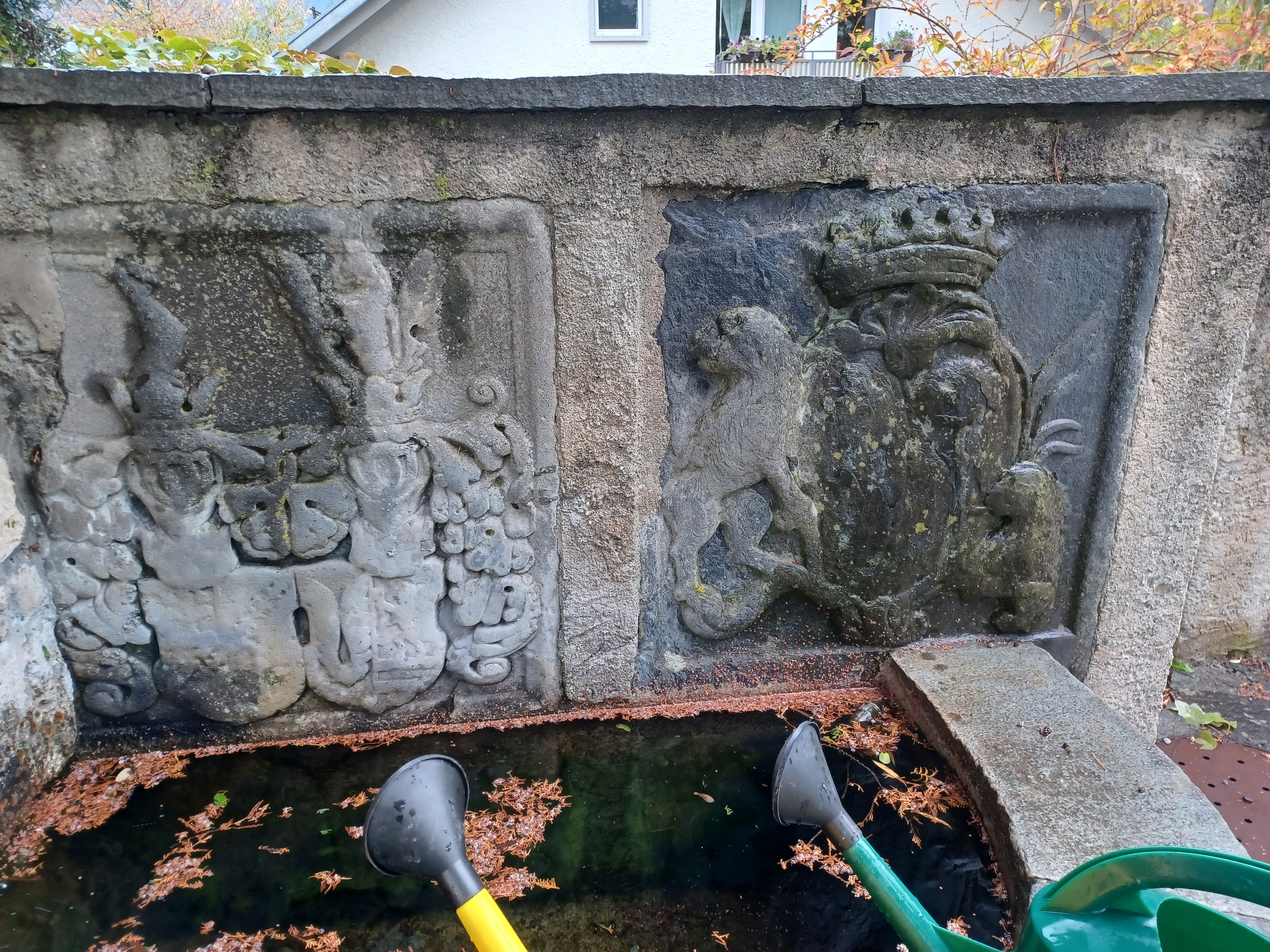
Wappen auf dem Reformierten Friedhof mit einem Wappen mit Freiherrenkrone (7 Zacken) umrandet von einem Löwen und einem Steinbock (Inhalt Brandis Fackel?) sowie Wappen der Rosenroll und Jecklin links

## Bevölkerung
| Bevölkerungsentwicklung | Bevölkerungsentwicklung | Bevölkerungsentwicklung | Bevölkerungsentwicklung | Bevölkerungsentwicklung | Bevölkerungsentwicklung | Bevölkerungsentwicklung | Bevölkerungsentwicklung | Bevölkerungsentwicklung | Bevölkerungsentwicklung | Bevölkerungsentwicklung | Bevölkerungsentwicklung | Bevölkerungsentwicklung |
| ----------------------- | ----------------------- | ----------------------- | ----------------------- | ----------------------- | ----------------------- | ----------------------- | ----------------------- | ----------------------- | ----------------------- | ----------------------- | ----------------------- | ----------------------- |
| Jahr                    | 1629                    | 1850                    | 1900                    | 1950                    | 1980                    | 1990                    | 2000                    | 2005                    | 2010                    | 2012                    | 2018                    | 2020                    |
| Einwohner               | 542                     | 769                     | 1281                    | 1616                    | 2525                    | 2646                    | 2717                    | 2595                    | 2791                    | 2937                    | 3217                    | 3322                    |

Trotz seiner Zentrumsfunktion für die Gemeinden des Heinzenbergs blieb Thusis bis ins 19. Jahrhundert ein kleiner Ort mit knapp 700 Bewohnern (1850: 769 Einwohner). Zwischen 1850 und 1888 wuchs die Einwohnerzahl markant auf 1281 Personen an (1850–1888: +67 %). Danach kam es zu einer Jahrzehnte dauernden Stagnation (1888–1930). Von 1930 bis ins Jahr 2000 wuchs die Bevölkerung wieder stark, besonders zwischen 1941 und 1970 (1941–1970: +70 %). Grund dafür sind die Zuwanderung aus den umliegenden Dörfern und die Einwanderung aus dem Ausland. Zuerst kamen Italiener und Spanier, danach Tamilen aus Sri Lanka und nach 1985 Einwanderer aus Portugal und den Republiken des früheren Jugoslawiens.

### Sprachen
Thusis ist seit langem eine deutschsprachige Gemeinde, wo Thusnerdeutsch gesprochen wird. Das Bündnerromanische im Idiom Sutselvisch ist in Thusis wohl schon im 16. Jahrhundert dem Deutschen gewichen, wohingegen die Nachbargemeinden zum Teil erst im 19. Jahrhundert germanisiert wurden.
| Sprachen in Thusis GR |                   |                   |                   |                   |                   |                   |
| Sprachen              | Volkszählung 1980 | Volkszählung 1980 | Volkszählung 1990 | Volkszählung 1990 | Volkszählung 2000 | Volkszählung 2000 |
| Sprachen              | Anzahl            | Anteil            | Anzahl            | Anteil            | Anzahl            | Anteil            |
| Deutsch               | 1887              | 74,73 %           | 1995              | 75,40 %           | 2112              | 77,73 %           |
| Rätoromanisch         | 238               | 9,43 %            | 136               | 5,14 %            | 107               | 3,94 %            |
| Italienisch           | 230               | 9,11 %            | 172               | 6,50 %            | 129               | 4,75 %            |
| Einwohner             | 2525              | 100 %             | 2646              | 100 %             | 2717              | 100 %             |

Bei der Volkszählung 2000 gaben 78 % Deutsch, 5 % Serbisch und 5 % Italienisch als Hauptsprache an. Insgesamt 191 Personen (= 7 %) sprechen noch Romanisch – darunter 126 zusammen mit Deutsch, 38 zusammen mit Deutsch und Italienisch und dreizehn Personen alle Landessprachen.

### Religionen und Konfessionen
Bereits 1525 wurde in Thusis die Reformation eingeführt. Durch starke Zuwanderung aus anderen Gemeinden der Schweiz und dem Ausland ist die Einwohnerschaft heute konfessionell stark durchmischt. Bei der Volkszählung 2000 besassen die Protestanten mit 1142 (42 %) Personen nur noch die relative Mehrheit. Daneben finden sich 1085 (40 %) Katholiken (viele südeuropäischer Herkunft) und 134 Orthodoxe (5 %). Von den Anhängern nichtchristlicher Religionen waren die Mehrzahl Muslime (96 Personen; 3 %) und Hindus tamilischer Herkunft. Der Rest besteht aus 101 (4 %) Konfessionslosen und 95 Personen ohne Bekenntnisangabe.

### Herkunft und Nationalität
Von den 2595 Bewohnern Ende 2005 waren 1991 (= 77 %) Schweizer Staatsangehörige. Bei der letzten Volkszählung wurden 2034 (= 75 %) Schweizer – darunter 107 Doppelbürger – und 683 Ausländer gezählt. Die grössten Zuwanderergruppen kommen aus Serbien, Italien, Portugal, Deutschland, Kroatien, Sri Lanka und Bosnien-Herzegowina. Ende 2014 lebten in Thusis über 3054 Menschen. Mit 1010 Personen hat über ein Drittel der Thusner keinen Schweizer Pass.

## Wirtschaft
Thusis kommt Zentrumsfunktion für die ganze Talschaft samt Heinzenberg und Domleschg sowie weiteren Einzugsgebieten, wie Schams und Albulatal, zu. Handel und Gewerbe sind die Hauptpfeiler des Wohlstandes in der Gemeinde. Die Zahl der Landwirtschaftsbetriebe ist dagegen stark zurückgegangen. Jedoch hat die Landwirtschaft nach wie vor grosse Bedeutung für die Erhaltung und Pflege der Landschaft. Thusis ist auch Standort des für die genannte Zentrumsfunktion wichtigen Regionalspitals.
In Thusis befindet sich der Redaktionssitz der Regionalzeitung, des Pöschtli.

### Tourismus
Seit einigen Jahren gewinnt Thusis dank seiner landschaftlich attraktiven Umgebung wie dem Domleschg, dem Heinzenberg, mit seinen ausgedehnten Bergwiesen und Bauernbetrieben, dem Piz Beverin, dem Hohen Rätien sowie zahlreichen Sehenswürdigkeiten von Weltrang in unmittelbarer Nähe (z. B. die Via-Mala-Schlucht, die Deckenmalereien der St.-Martins-Kirche in Zillis, das karolingische Kirchlein Mistail, die zum Weltkulturerbe gehörende Albulalinie der Rhätischen Bahn, deren Ausgangspunkt Thusis ist, sowie der historische Wanderweg Via Spluga von Thusis über den Splügenpass nach Chiavenna (Italien)) zunehmend an touristischer Bedeutung.
In Thusis endet der Burgenpfad Domleschg, zugleich ist hier der Ausgangspunkt der Veia Traversina und der Via Albula/Bernina.
Vorerst ist Thusis allerdings fast nur Übernachtungsstation für Gruppenreisende und Passanten. Für eine Feriendestination wie etwa die von Thusis aus schnell zu erreichenden Orte Lenzerheide, Savognin oder Davos fehlt es in Thusis jedoch an der nötigen touristischen Infrastruktur. Mit Ausnahme von zwei Hotels und einem Campingplatz gibt es in Thusis kaum Übernachtungsmöglichkeiten für Dauergäste. Ferienhäuser und -wohnungen gibt es in Thusis praktisch keine.

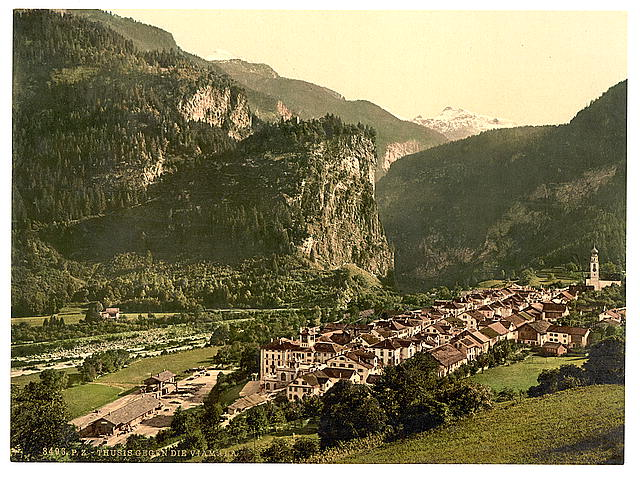
Thusis um 1900
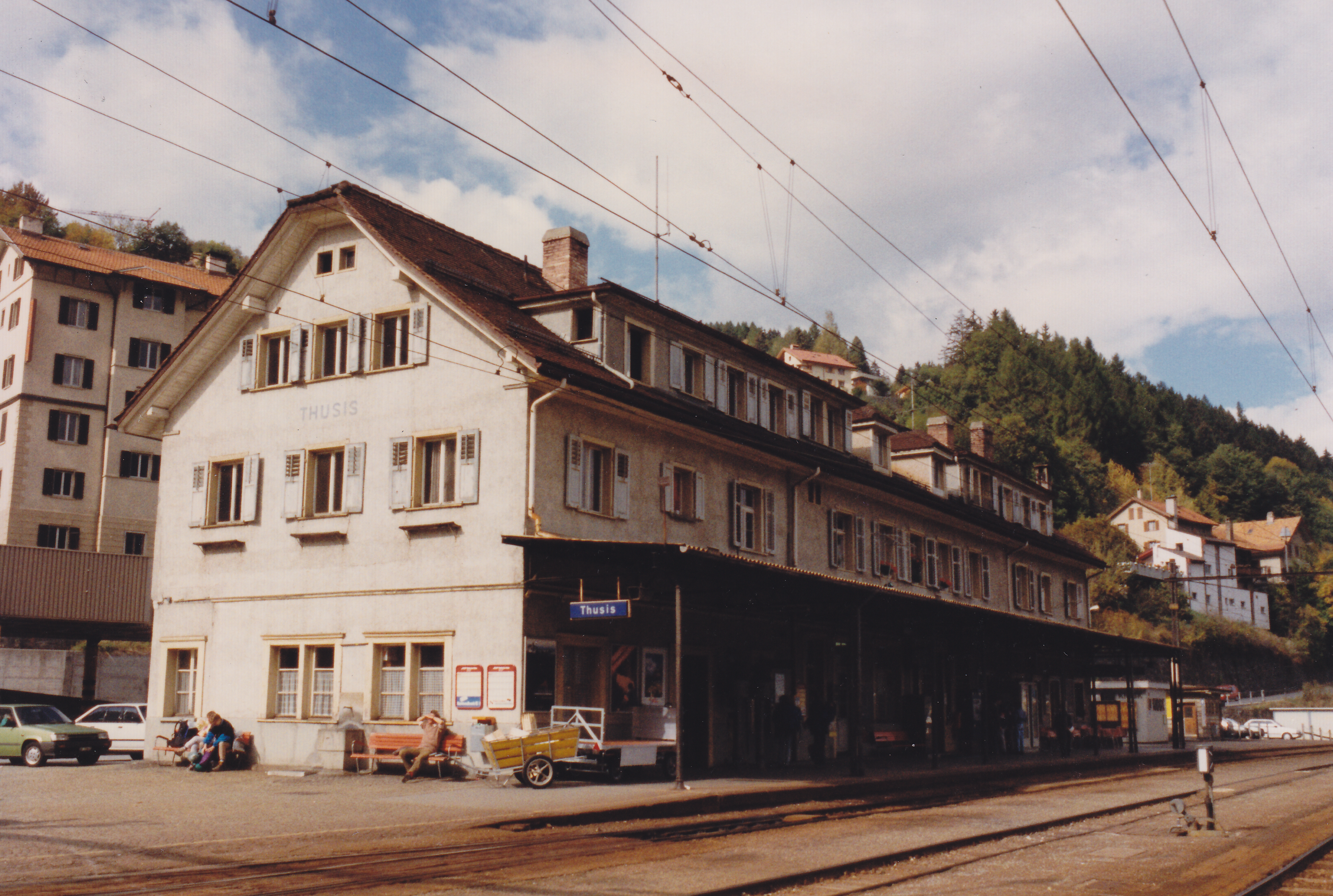
Der Bahnhof von Thusis (1990). Abgebrochen 1992
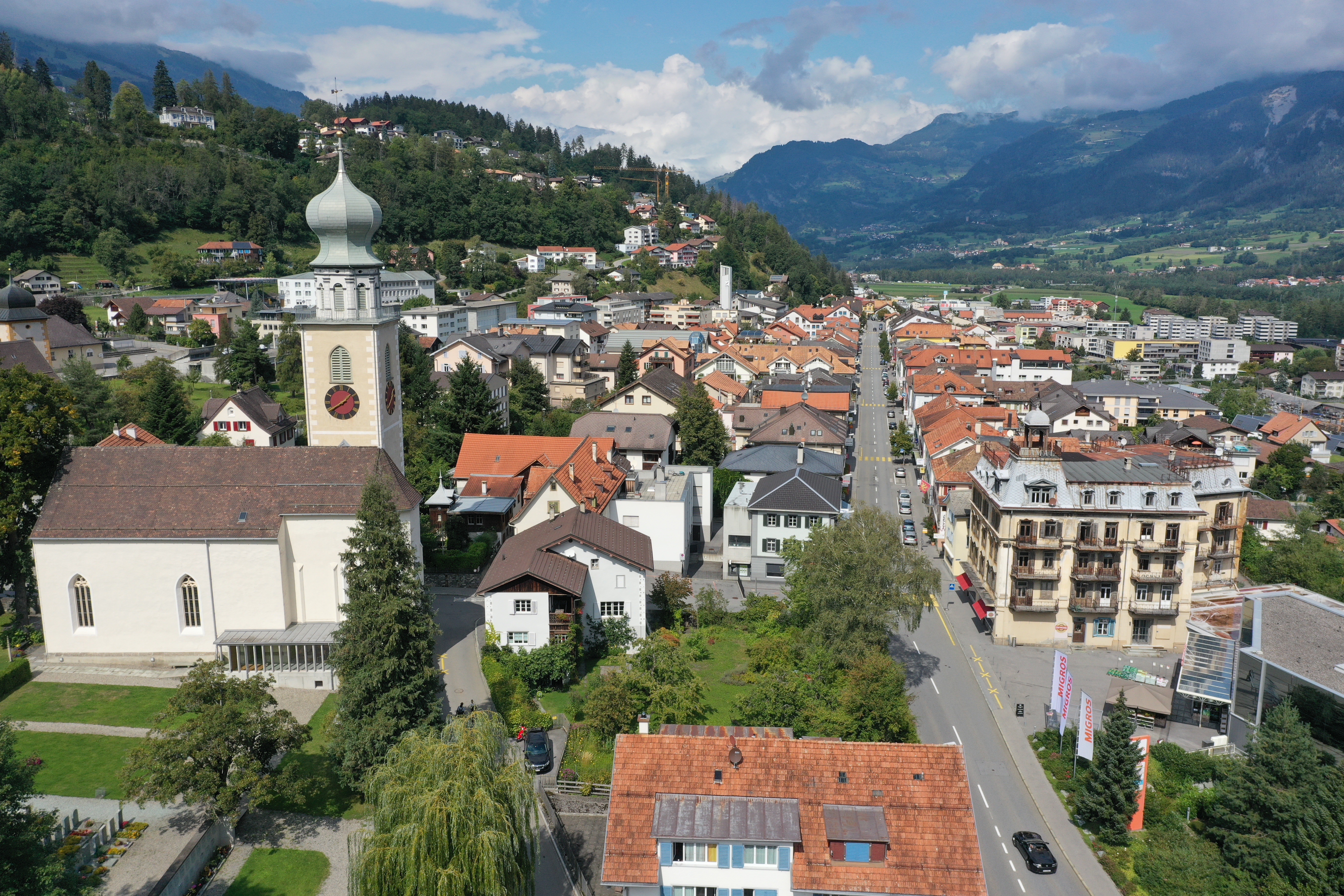
Thusis 2020
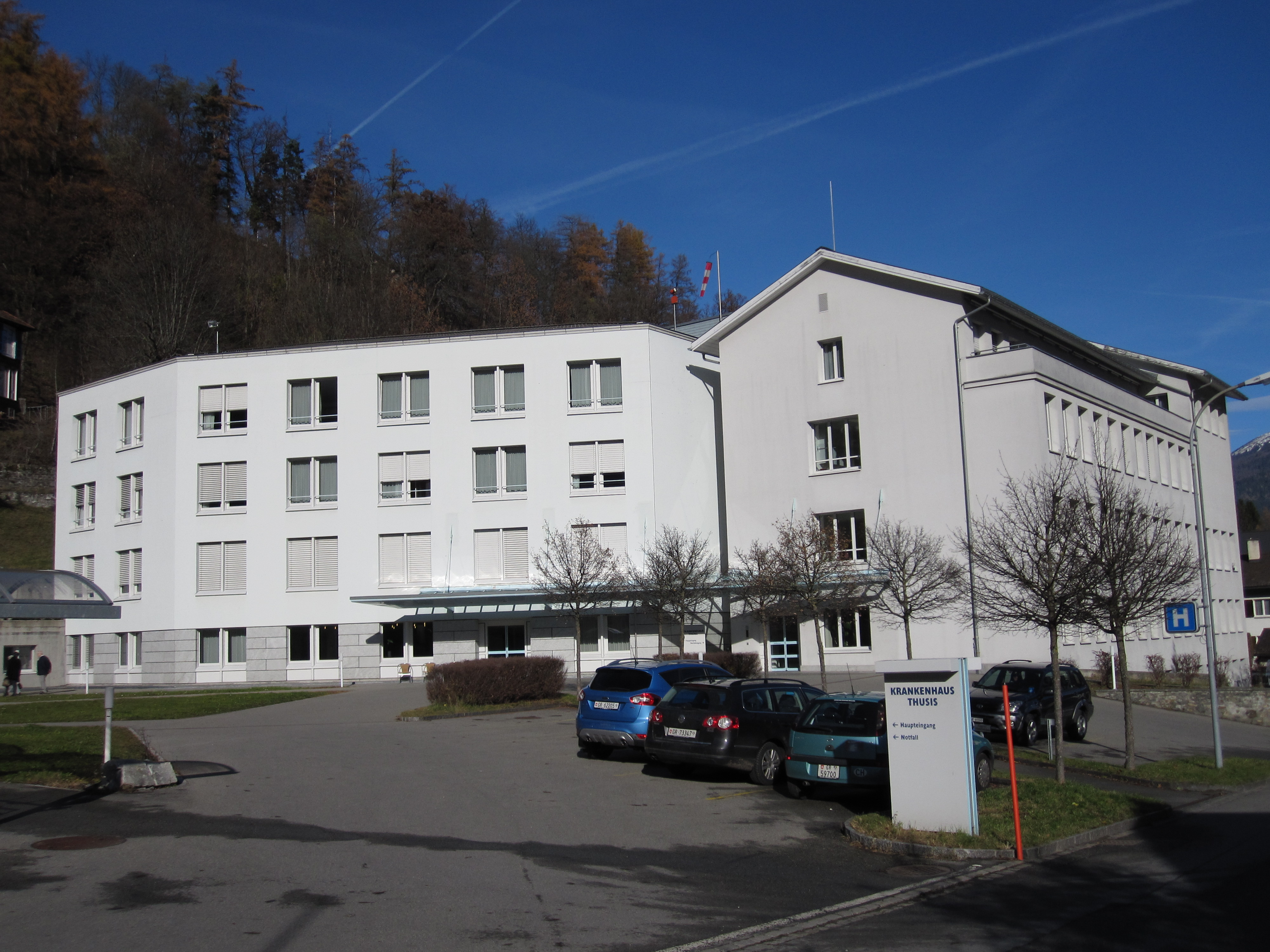
Regionalspital Thusis (offiziell Krankenhaus Thusis)
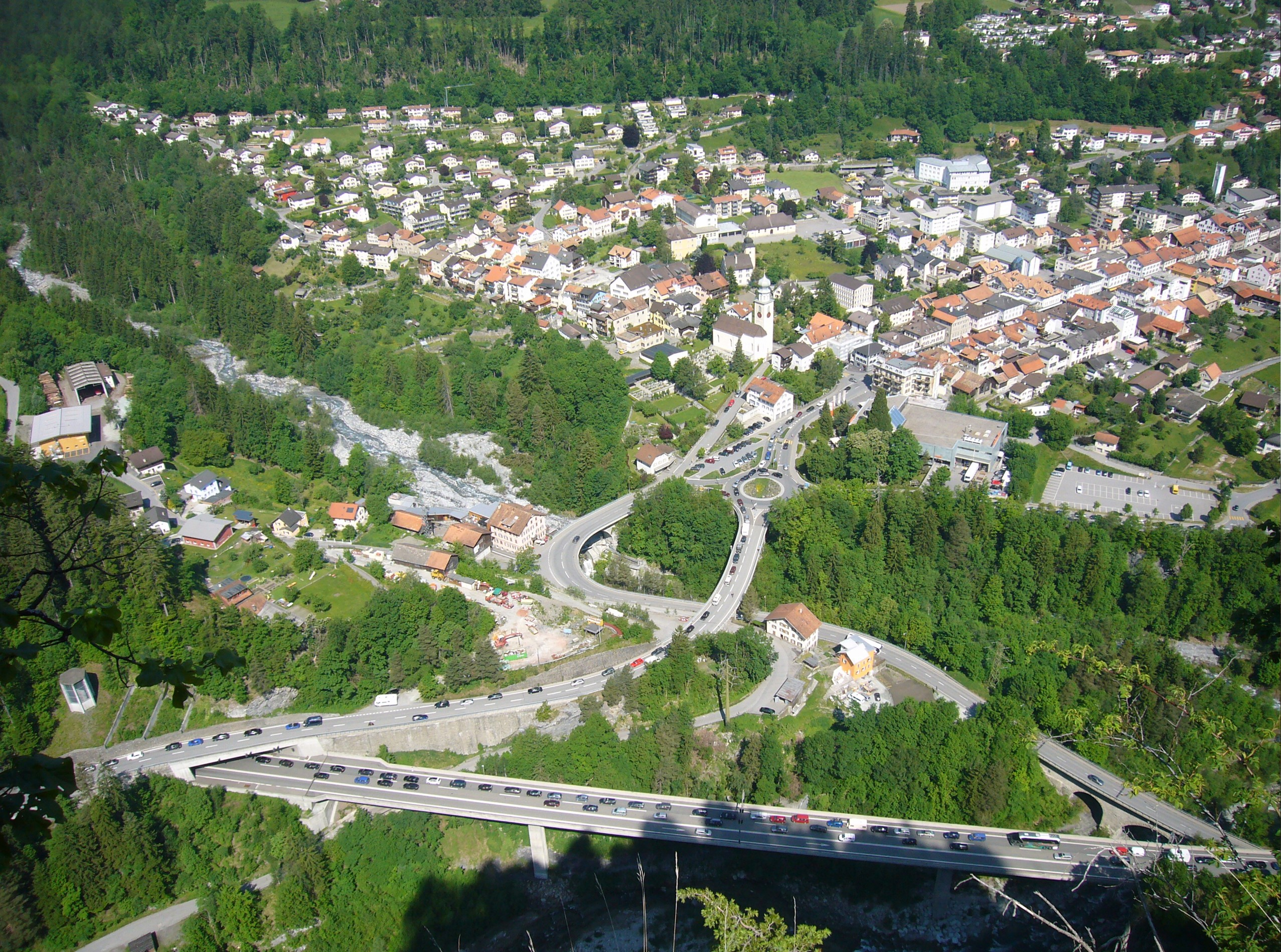
Thusis und die Einfahrt nach links unten zur Viamala

### Verkehr

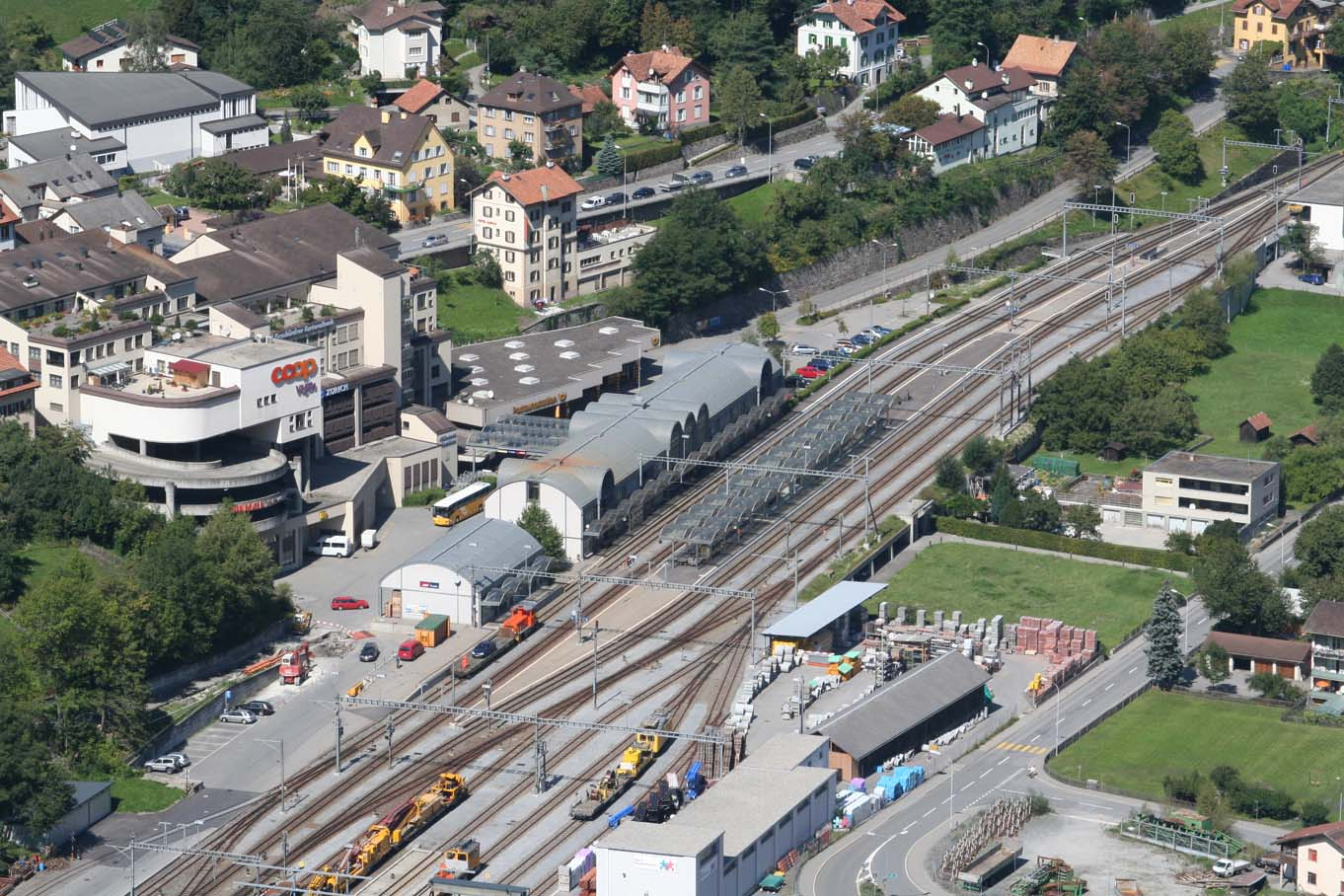
Bahnhof Thusis

Thusis ist der Ausgangspunkt der Albulalinie der Rhätischen Bahn nach St. Moritz. Stündlich bestehen mehrere Bahnverbindungen nach Chur:
- Chur – Samedan – Pontresina – Tirano +PR, teils   AW (Bernina Express)
- Zermatt – Brig – Andermatt – Disentis/Mustér – Chur – Samedan – St. Moritz       HN (Glacier Express)
- IR 38 Chur – Thusis – St. Moritz
- RE 8 Chur – Thusis
- S 1 Thusis – Rhäzüns – Reichenau/Tamins –  Chur – Landquart – Schiers

Vom Bushof von PostAuto beim Bahnhof aus erschliessen mehrere Linien die umliegenden Gemeinden am Heinzenberg und im Domleschg. Auch die PostAuto-Eilkurse von Chur nach Bellinzona via San Bernardino halten hier.
Thusis ist an das Autobahnnetz mit zwei Anschlussstellen der A13 angeschlossen.

## Kultur, Sehenswürdigkeiten
Sehenswert ist insbesondere das Neudorf (siehe Bild). Es wurde nach dem grossen Dorfbrand von 1845, dem weite Teile des heutigen Altdorfes zum Opfer fielen, neu erstellt. Das Neudorf wurde in gerader Linie entlang der von Norden nach Süden verlaufenden Hauptstrasse aufgebaut. Die in einem vornehmen, vom nahen Italien geprägten Stil erstellten Bauten zeugen vom Wohlstand und Selbstbewusstsein der damaligen Thusner Honorablen. Noch heute befinden sich in den grösstenteils schützenswerten Häusern Läden mit vielfältigem Angebot sowie Gasthäuser, die der Strasse ihr lebhaftes Erscheinungsbild geben.

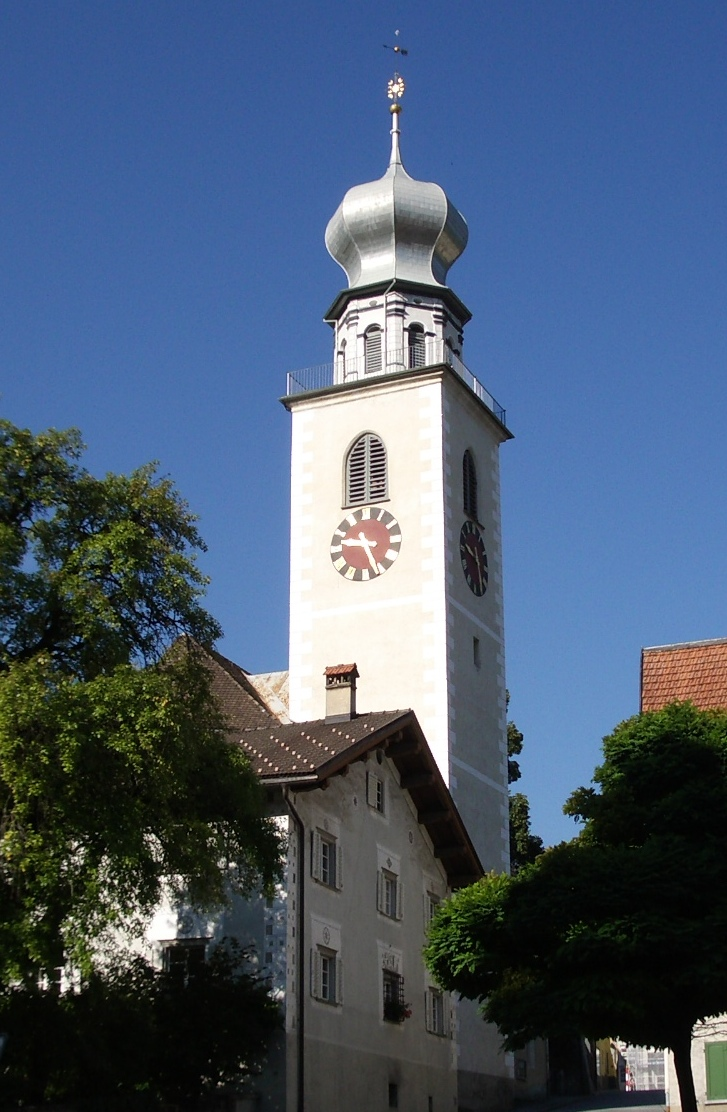
Evangelische Kirche von 1506

Sehenswert sind in Thusis auch die spätgotische evangelische Kirche von 1506, das Haus Rosenroll aus dem 17. Jahrhundert, das barocke "Schlössli" von 1727 sowie die Ruine der Burg Obertagstein hoch oberhalb von Thusis, ausserdem die Ruine Hohen Rätien auf dem Gebiet der Nachbargemeinde Sils im Domleschg.
In der Viamala-Schlucht gibt es zwei architektonisch interessante Brücken aus neuerer Zeit: Punt da Suransuns, 1999, und Zweiter Traversinersteg, 2005, Architekten: Jürg Conzett, Gianfranco Bronzini, Patrick Gartmann.

## Persönlichkeiten
- Hans Ardüser (1557 – nach 1614), Bündner Wandermaler, Lehrer und Chronist
- Sylvester Rosenroll, 1646–1721, Kommissar im Veltlin. Erbauer des Schlössli um 1670. Verheiratet mit Barbara Cleophe von Salis-Soglio
- Hans Mohler (1919–2021), Mittelschullehrer, Schriftsteller. Ehrenbürger von Thusis
- Annette Spiro (* 1957), Architektin
- Joachim Beat Schmidt (* 1981), schweizerisch-isländischer Journalist und Schriftsteller